# R-12 Dvina
El R-12, ( código de la OTAN SS-4 Sandal, índice GRAU 8K63) fue un misil balístico de teatro de operaciones soviético de mediano alcance de la época de la Guerra Fría de una etapa con motor de propergoles líquidos y una única cabeza nuclear de una potencia explosiva de 1,3 o 2,3 Mt y 2000 km de alcance. Estuvo desplegado desde fines de la década de 1950 hasta fines de la década de 1980.

## Desarrollo
La decisión del desarrollo se tomó en agosto de 1955. Fue diseñado por el OKB-586 con el mismo diámetro que el R-5 y el doble de alcance. El R-12 fue desarrollado para emplazamientos de lanzamiento convencionales. La fase de prueba comenzó en 1955, las pruebas de vuelo se llevaron a cabo desde el 22 de junio de 1957 hasta diciembre de 1958 en Kapustin Yar. Desde 1960, se desarrolló una versión para silo R-12U, que se probó desde diciembre de 1961 hasta diciembre de 1963. El R-12U podría dispararse tanto desde silos como emplazamientos de lanzamiento convencionales, reemplazando al R-12 con este último. Se planeó una versión con lanzador de ferrocarril, pero fue cancelada. Después de una revisión 1962 se instaló un sistema autónomo de control de vuelo. Una conexión a la estación de control para posibles correcciones de trayectoria.
Por el alto poder explosivo de su cabeza de combate y su precisión poca precisión, CEP de 2400 m, era especialmente adecuado para objetivos de superficie como ciudades, los llamados objetivos "suaves" o de "contravalor" estadounidenses. En cambio, su empleo contra objetivos protegidos, "duros", era poco práctico.
Debido al cambio de combustible y oxidante líquidos criogénicos por otros también líquidos pero almacenables a temperatura ambiente el tiempo de preparación que necesitaba antes de que el misil estuviera listo para ser lanzado bajo a tres horas, reducido a cinco minutos si el regimiento había sido previamente puesto en alerta máxima. Sin embargo, todavía necesitaba 20 soldados y 12 vehículos para los preparativos de inicio.

## Descripción técnica
El R-12 era un misil balístico, concretamente un misil balístico de teatro de operaciones, de una sola etapa capaz de cubrir distancias de aproximadamente 2000 km.
Fue el primer sistema estratégico soviético en utilizar un propelente almacenable en el interior y un sistema de orientación inercial completamente autónomo.
Entre las dos versiones en la práctica, la única diferencia real era que la primera solo podía lanzarse mediante plataformas exteriores, mientras que la segunda también podía ser utilizada por silos blindados.
En general, la longitud de un SS-4 estaba entre 22.1 y 22.7 m, con un diámetro de 1.65 y un peso en el lanzamiento entre 41 700 (R-12) y 42 200 kg (R -12U).
El armamento consistía en una única ojiva nuclear con una potencia de entre 1 a 2.3 megatones, y un peso máximo de 1630 kg.
Propulsado por un motor RD-214 de cuatro cámaras de combustión con una turbobomba común diseñado por Valentín Glushkó entre 1955 y 1957. El control de la trayectoria se realizaba mediante cuatro válvulas ubicadas en la parte delantera del compartimiento propulsor (utilizando dióxido de carbono), una computadora gestionaba el control de alcance.
El sistema de lanzamiento en caliente, con un alcance máximo de 1800 a 2000 km. El margen de error de 1500-3000 m para los occidentales y 5000 para los soviéticos.

### Características
- Longitud: de 18.4 a 18.6 m dependiendo de las versiones
- Diámetro : 1.60 m
- Envergadura : 1.80 m
- Peso en vacío: 4810 kg
- Peso de despegue: 41.7 a 42.2 t
- Peso del combustible: 37 t
- Capacidad de carga: 390 kg
- Alcance: 2080 km
- Desviación probable del objetivo CEP: 5 km según los soviéticos, de 1 a 3 km según la OTAN
- Lanzamiento desde una plataforma móvil terrestre o desde un silo
- Motor: 1 x RD-214
- Propergoles: ácido nítrico y queroseno
- Pulo : 625,517 kN
- ISP: 235 s
- Tiempo de encendido: 108 s
- Velocidad máxima: 12 710 km / h
- Unidades fabricadas: 2300

## Despliegue

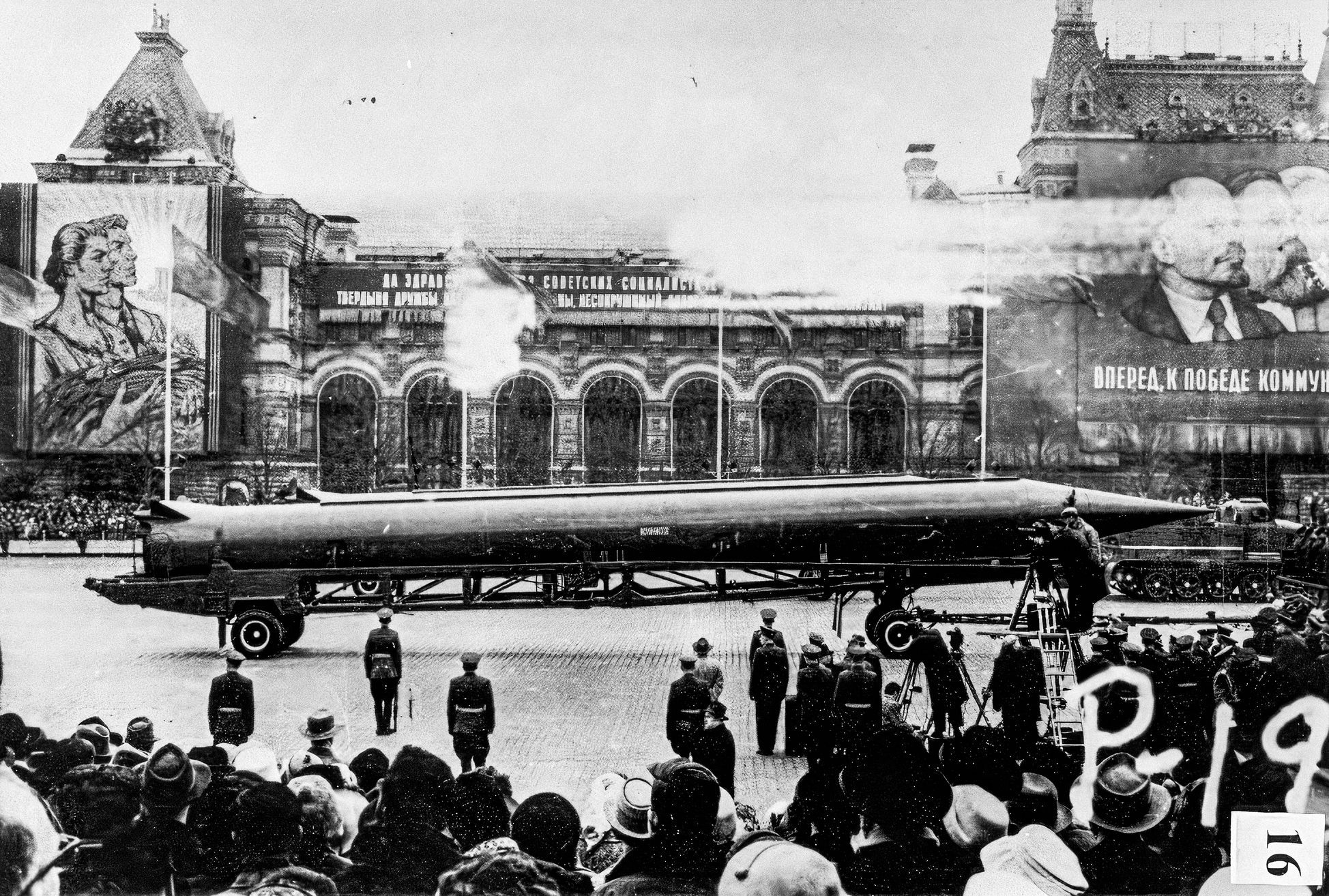
Imagen de referencia para la CIA del R-12 Dvina durante su visualización en Red Square, Moskow.

### Unión Soviética
En 1966, 608 de ambas versiones de estos misiles fueron desplegados en la URSS. En la Unión Soviética Occidental contra la OTAN de Europa Occidental y en Siberia apuntando a China.

### Cuba
Durante la crisis de los misiles cubanos de 1962, la Unión Soviética desplegó treinta y seis misiles R-12 y varios R-14 (SS-5) en Cuba. Esto creó una amenaza inmediata para los estados del este y sur de los EE. UU., incluido Washington D. C.
Se descubrieron sitios de lanzamiento, completados y en construcción, cerca de Santa Cruz de los Pinos, Candelaria, Cifuentes y Encrucujada además de depósitos de almacenamiento de ojivas nucleares de R-12 y otras infraestructuras.

### República Democrática Alemana (planeado)
En las cercanías de Vogelsang y Lychen, se prepararon cuatro posiciones de cuadrícula para el R-12. Los cimientos de hormigón de los anclajes circulares para las plataformas de lanzamiento de los cohetes se han conservado hasta nuestros días. También existía un búnker de almacenamiento para las ojivas nucleares del R-12 en un extremo del cuartel Vogelsang.
Debido a la disponibilidad del R-14 capaz de alcanzar la Europa Occidental desde la Unión Soviética, el despliegue previsto y preparado del R-12 en la RDA fue cancelada.

## Desmantelamiento
El primero en ser retirado del servicio fueron el 1968, la última en 1978, dando paso a la SS-20 .
En los últimos diez años de uso, los R-12 fueron reemplazados por los RSD-10. Bajo los términos del Tratado sobre Fuerzas Nucleares de Rango Intermedio, los últimos R-12 fueron finalmente desmantelados en mayo de 1990.